# Vitrea maritae
Vitrea maritae is een slakkensoort uit de familie van de Pristilomatidae. De wetenschappelijke naam van de soort is voor het eerst geldig gepubliceerd in 1890 door M. von Kimakowicz.